# 國家行政學院 (越南共和國)
國家行政學院（越南语：／），是越南共和國的學院，前身為1952年越南國時期於大叻創立的國家行政學校（Trường Quốc gia Hành chánh），1955年遷至西貢並更名為國家行政學院。該學院主要為越南共和國政府培訓高級行政人員。

## 歷史

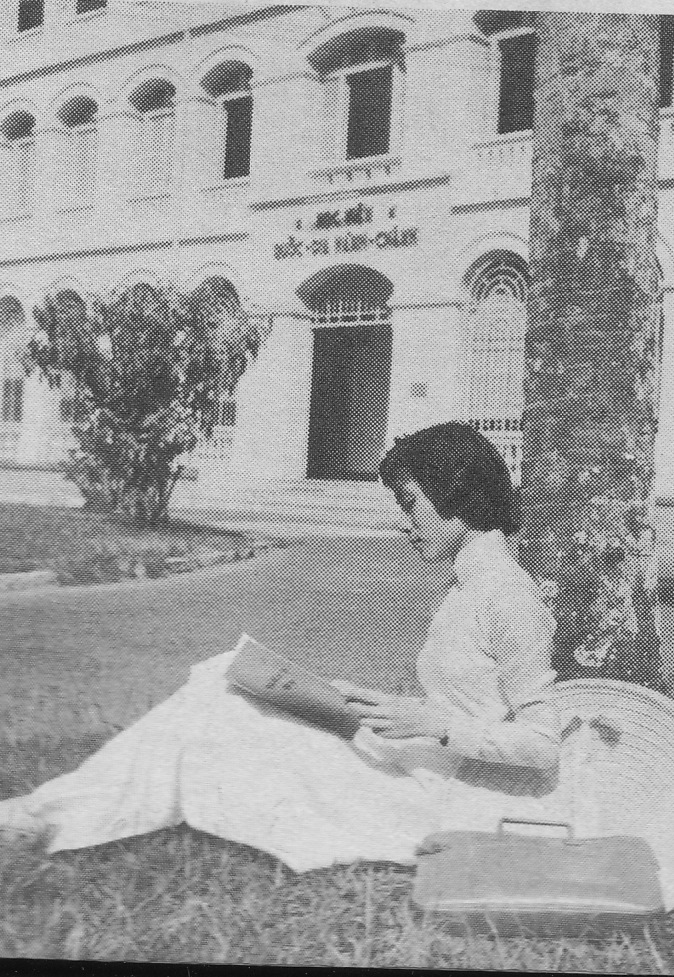
位於西貢亞歷山德羅街的國家行政學院正門

國家行政學校於1952年4月7日由國長保大創立。學校最初的核心為一個搬到大叻的河內法律大學部門。當時學校隸屬國家教育部，兩年學制，後隸屬首相府，再隸屬總統府。1955年越南共和國成立後，學校搬遷到位於西貢獨立宮附近的亞歷山德羅街4號（4 đường Alexandre de Rhodes），1958年再搬遷到西貢第三郡陳國瓚街10號（10 đường Trần Quốc Toản）。設施包括可容納500人的演講廳、可容納114名學生的宿舍、擁有超過100,000本藏書的圖書館、客廳、網球場和排球場。新校舍還擁有自己的水井和發電機。學校的成立得到密歇根州立大學在課程開發方面的支持。學院的圖書館被譽為是越南共和國最大的圖書館之一。
行政學校學生的口號爲「德才兼備，相親相愛」（Tài đức và tình tương thân tương ái）。

## 培訓
| 國家行政學生人數 | 國家行政學生人數 |
| 學年             | 學員人數         |
| ---------------- | ---------------- |
| 1955             | 97               |
| 1962-63          | 283              |

課程分為三個部分：
1. 參事兩年，
2. 督事／監事三年半
3. 研究生。

### 參事
參事是國家行政學院的一項為期兩年的計劃。總共有五個參事課程（每個課程100名學生）和一個針對少數民族的特殊諮詢課程，例如高地族、越南高棉族和占族。

### 督事／監事
督事或監事是區分行政（督事）和經濟（監事）兩個部門的稱謂。自1963年以來只有督事會合併。國家行政學院自創立起至1975年共開設22個督事課程（每個課程招收學生100人），修讀期為三年零六個月。第一年在學院學習理論；第二年在地方（省和西貢都城）實習；第三年回到學院學習理論（行政、財政、社會、外交、數學、經濟）。第三年之後，學生有六個月時間在中央部委實習並選擇畢業論文題目。畢業考試後，學生成為三等副督事級別的A級公務員，並根據他們的需要被派往包括內務部（對省郡）在內等崗位工作。畢業生被提名為：
1. 副郡長（在郡內）
2. 主管（在省行政法院）或
3. 副省長（省行政法院）。

中央專門部委督事可以兼任司長、部門首席部長及部門主任。

### 研究生
研究生為教育系畢業或具有社會科學學士學位的學生加修兩年。至1975年為止，共有八個碩士課程（包括外交學）。
課程包括公文起草、商業會計、政治制度、行政法、國際公法、憲制性法律、社會學，甚至在芽莊同帝、光中及守德的訓練中心進行軍事訓練。

## 現況
1975年4月30日西貢淪陷後，國家行政學院關閉。學院被新政府徵用為越南國家行政學院胡志明市分院。現址在胡志明市第三郡2月3日街10號（10 đường Ba Tháng Hai）。

## 歷任院長

#### 國家行政學校校長
| 姓名（中文） | 姓名（越南文） | 任期           | 備註 |
| ------------ | -------------- | -------------- | ---- |
| 阮文貴       | [ 1 ]          | 1952年－1954年 |      |
| 陳久振       | [ 10 ] [ 1 ]   | 1954年－1955年 |      |

#### 國家行政學院院長
| 姓名（中文） | 姓名（越南文）      | 任期              | 備註           |
| ------------ | ------------------- | ----------------- | -------------- |
| 武國通       |                     | 1955年7月－1963年 |                |
| 阮文花       |                     | 1963年－1971年    | 1971年遇刺身亡 |
| 阮國治       | [ 16 ] [ 17 ] [ 1 ] | 1971年－1975年    | 末任           |

## 外部連結
- 國家行政學院校友論壇 （页面存档备份，存于）